# توم بلاكويل
توم بلاكويل (بالإنجليزية: Tom Blackwell)‏ هو مصور أمريكي، ولد في 1938.